# Todo cuanto amé
Todo cuanto amé (What I Loved) es una novela de la escritora estadounidense Siri Hustvedt, publicada por primera vez en 2003 por la editorial Hodder y Stoughton en Londres. La novela está narrada desde la perspectiva de Leo Hertzberg, un historiador del arte que vive en Nueva York. La propia autora creció en Northfield (Minnesota) y luego se mudó a dicha ciudad en 1978. En un debate sobre los atentados del 11 de septiembre describió Nueva York como “tanto una idea como un lugar real”.
La obra se desarrolla en torno a la relación entre Leo y el artista Bill Wechsler y los estrechos vínculos entre las familias de estos personajes. Asimismo, explora temas como el amor, la pérdida, el arte y la psicología. 
En relación con la psicología, la novela aborda temas concretos como el duelo, los trastornos alimenticios y la histeria. Hustvedt analiza a fondo la histeria en una conferencia titulada  "A writer's adventures in psychiatry and neuro-science" (traducido literalmente como "Las aventuras de una autora en la psiquiatría y la neurociencia") y su hermana, Asti Hustvedt, escribió un libro sobre este trastorno titulado Medical muses: the culture of hysteria in nineteenth-century Paris (lit. "Musas de la Medicina: la cultura de la histeria en el París del siglo XIX") .

## Resumen
Todo cuanto amé comienza con el cuadro de una mujer que "solo lleva puesta una camiseta de hombre" y en el que la sombra del pintor se proyecta a través del lienzo. El protagonista, Leo Hertzberg (Leo), compra el cuadro y poco después entabla una amistad con el artista, Bill Wechsler. En esos momentos, Bill es todavía un artista desconocido cuya carrera en la escena artística de Nueva York va progresando según lo hace la novela. Esto se debe en parte a las reseñas de su obra que escribe Leo, quien atrae la atención del público sobre él. 
Bill está casado con Lucille, una poetisa muy temperamental, y Leo con Erica, una profesora de literatura. Las dos parejas intiman y se mudan al mismo bloque de pisos. Erica y Lucille se quedan embarazadas al mismo tiempo y tienen dos hijos, Mathew y Mark. La primera parte de la novela explora sus tranquilas vidas familiares a través de la mirada de Leo.
Lucille y Bill se separan después de que este comience una relación con Violet, la modelo que posó para el cuadro con el que empieza la historia.

El comienzo de la segunda parte de la novela, a partir del cual el ritmo de la historia se acelera, es descrito en una entrevista con la autora como “un puñetazo en la cara” por Robert Birnbaum. El hijo de Leo y Erica, Mathew, muere repentinamente y Leo, afligido por el dolor, acaba perdiendo también a Erica, quien se marcha para distanciarse además de para trabajar. Leo establece un vínculo estrecho con el hijo de Bill, Mark, aunque este es un personaje falso y algo amoral. Entre los dos se repite siempre un mismo patrón de confianza y traición hasta que Leo y el lector se dan cuenta de que lo más probable es que Mark no sea capaz de mostrar afecto. 
Mark se hace amigo de Teddy Giles, un artista de performance e instalación, cuya obra artística está pensada para causar escándalo, pero que sin embargo parece vacía y diseñada solo para cumplir ese propósito. Bill acaba muriendo en su estudio y Violet intenta aliviar su dolor limpiando de forma impulsiva. Leo se ve involucrado en una trama de suspense cuando intenta localizar a Mark, quien ha desaparecido en el entorno de Teddy Giles. Finalmente, Leo le confiesa a Violet que está enamorado de ella. Esta le contesta que podrá ser suya una noche, pero que entonces se mudará. Él se niega y vuelve solo a su apartamento. 

Lazlo Finkelman, un personaje secundario a lo largo de la novela, se mueve por círculos similares a los de Teddy Giles y Mark, aunque con intenciones y valores muy diferentes. Al final de la historia, un Leo envejecido encuentra consuelo en jugar con el hijo de Lazlo. 

## Reseñas
Andrew Roe criticó en el San Francisco Chronicle varios aspectos de la novela, incluyendo “el uso repetitivo de las transiciones en el tiempo” de la autora, pero concluyó que la novela es “otro logro de… una autora de indudable talento y de quien podemos esperar cosas aún mejores en el futuro”.
En The New York Times Book Review, Janet Burroway escribió del protagonista en la primera parte que “sus preocupaciones paternales parecen banales y sus especulaciones ambivalentes no son para nada interesantes”. Sin embargo, llega a la conclusión de que la obra es “algo excepcional, una novela que engancha escrita con gran inteligencia, seria pero ingeniosa, liberal y comprometida con valores morales”.
Noonie Minogue escribió en The Times Literary Supplemet que la novela “te hace reflexionar sobre la existencia del ser humano con una peculiar mezcla de estoicismo y asombro”.

## Obras literarias sobre la novela
Hubert Zapf analizó la novela en "Narrative, Ethics, and Postmodern Art in Siri Hustvedt's What I Loved" (traducido literalmente como "Narrativa, ética y arte posmoderno en Todo Cuanto Amé de Siri Hustvedt"), publicado en una colección titulada The Dissemination of Values through Literature and Other Media (lit. "La divulgación de los valores a través de la literatura y otros medios").
Christine Marks trata la novela en su ensayo "Hysteria, Doctor-Patient Relationships, and Identity Boundaries in Siri Hustvedt's What I Loved" (lit. "Histeria, la relación médico-paciente y los límites de la identidad en Todo Cuanto Amé de Siri Hustvedt"), publicado en la revista online Gender Forum.